# Adelodrilus borceai
Adelodrilus borceai is een ringworm uit de familie van de Tubificidae. De wetenschappelijke naam van de soort is voor het eerst geldig gepubliceerd in 1973 door Hrabe.